# Cục An ninh nội địa (Việt Nam)
Cục An ninh nội địa trực thuộc Bộ Công an Việt Nam là cơ quan đầu ngành tham mưu cho Đảng Cộng sản Việt Nam và Nhà nước Việt Nam về công tác đảm bảo an ninh nội địa; chủ động phòng ngừa, phát hiện, đấu tranh với âm mưu, hoạt động xâm phạm an ninh quốc gia của các thế lực thù địch, các cá nhân, tổ chức phản động, khủng bố, các đối tượng chống Đảng, Nhà nước, gây mất an ninh, trật tự. Đồng thời, thực hiện tốt quản lý Nhà nước về phòng, chống khủng bố; về an ninh quốc gia đối với lĩnh vực tôn giáo, dân tộc thiểu số, an ninh nông thôn và các vấn đề xã hội khác, không để xảy ra các tình huống đột xuất, bất ngờ.

## Lịch sử
Theo Nghị định số 01/NĐ-CP ngày 6 tháng 8 năm 2018 quy định về chức năng, nhiệm vụ, quyền hạn và cơ cấu tổ chức bộ máy của Bộ Công an; sau khi giải thể các Tổng cục, Cục An ninh nội địa được sáp nhập, hợp nhất từ một số đơn vị và trực thuộc Bộ Công an.

## Lãnh đạo hiện nay

#### Cục trưởng
- Thiếu tướng Nguyễn Hồng Phong, Ủy viên Đảng ủy Công an Trung ương [5]

#### Phó Cục trưởng
- Thiếu tướng Bùi Thanh Hà
- Thiếu tướng Võ Hùng Minh[6]
- Thiếu tướng Thùng Văn Nghiểm[7]
- Thiếu tướng Hầu Văn Lý
- Đại tá Đoàn Thanh Thủy[8]
- Đại tá Đinh Việt Dũng[9]

## Tổ chức
- Phòng Tham mưu[10]
- Phòng Chính trị - Hậu cần[10]
- Phòng An ninh xã hội[10]
- Phòng An ninh dân tộc[10]
- Phòng An ninh tôn giáo[10]
- Phòng Chống phản động lưu vong[11]
- Phòng Phòng chống khủng bố[12]
- Phòng 6[13]
- Phòng 7[13]
- Phòng 8[14]

## Cục trưởng qua các thời kỳ
| Họ và tên        | Cấp bậc hàm | Đảm nhiệm từ  | Ghi chú                                                    |
| ---------------- | ----------- | ------------- | ---------------------------------------------------------- |
| Nguyễn Mạnh Dũng | Trung tướng | 8.2018 7.2020 | nguyên Cục trưởng Cục Bảo vệ chính trị V, Tổng cục An ninh |
| Phạm Ngọc Việt   | Trung tướng | 7.2020 1.2025 | nguyên Phó Cục trưởng Cục An ninh nội địa                  |

## Phó Cục trưởng qua các thời kỳ
| Họ và tên         | Cấp bậc hàm | Đảm nhiệm từ     | Ghi chú                                                    |
| ----------------- | ----------- | ---------------- | ---------------------------------------------------------- |
| Nguyễn Hồng Phong | Thượng Tá   |                  | Hiện là Cục trưởng Cục An ninh Nội địa                     |
| Trà Quang Thanh   | Đại tá      | - 01.2023        | hiện là Phó Giám đốc Công an tỉnh Vĩnh Long                |
| Hồ Văn Mười       | Đại tá      | - 12.2019        | hiện là Chủ tịch UBND tỉnh Đắk Nông                        |
| Phan Duy Hùng     | Đại tá      |                  |                                                            |
| Nguyễn Xuân Hà    | Thiếu tướng | - 2020           | nguyên Cục trưởng Cục An ninh Tây Nguyên, Tổng cục An ninh |
| Phan Nguyên Hùng  | Đại tá      | - 2021           | nguyên Phó Cục trưởng Cục An ninh xã hội, Tổng cục An ninh |
| Trần Thắng Phúc   | Thiếu tướng | 4.2019 - nay     | nguyên Giám đốc Công an tỉnh Bình Phước                    |
| Đinh Việt Dũng    | Thượng tá   | 12.2020 - nay    | nguyên Phó Giám đốc Công an tỉnh Hà Tĩnh                   |
| Lê Nhật Thành     | Đại tá      | 3.2021 - nay     | nguyên Trưởng phòng Tham mưu, Cục An ninh nội địa          |
| Đoàn Minh Lý      | Thiếu tướng | 5.2021 - 5.2022  | hiện là Hiệu trưởng Trường Đại học An ninh nhân dân        |
| Võ Hùng Minh      | Đại tá      | 10.10.2022 - nay | nguyên Giám đốc Công an tỉnh Bến Tre                       |